# Vexations (Album)
Vexations (englisch für „Ärgernisse“) ist das zweite Album des deutschen Musikprojekts Get Well Soon. Es erschien am 22. Januar 2010 bei City Slang (Universal).

## Konzept
Nach Aussage von Konstantin Gropper ist Vexations ein Konzeptalbum über Stoizismus. Dieses Konzept erläuterte er in einem Interview folgendermaßen:

„Es geht um Ängste, Ärgernisse, Vexations, vielleicht auch um die Kürze des Lebens und den Tod […] Die Lösung bei den Stoikern ist dann immer: nicht aufregen, alles ist unwichtig, man ist dann frei, wenn man alles, was man liebt und hat, auch jederzeit wieder weggeben könnte.“

Weiterhin sagte er, dass er nicht unbedingt mit der Meinung der Stoiker übereinstimme, diese fasziniere und beschäftige ihn jedoch.

## Entstehung
Gropper schrieb sämtliche Titel innerhalb von zwei Wochen, da er aufgrund seiner Tournee sowie einigen Auftragsarbeiten nicht mehr Zeit erübrigen konnte. Zur Vorbereitung stellte er umfangreiche Recherchen an, so las er unter anderem in den Werken Senecas, Georg Büchners und Peter Sloterdijks.
Zunächst entstand das komplette Album am Computer, wofür sich Gropper in seine Berliner Wohnung und zeitweise auch in sein Elternhaus in Oberschwaben zurückzog.
Im Gegensatz zum ersten Album, Rest Now, Weary Head! You Will Get Well Soon, hatte Gropper für Vexations genügend Geld zur Verfügung, um ein großes Studio zu mieten und das Album einzuspielen. Fast 20 Musiker waren an den Aufnahmen beteiligt, darunter auch seine Schwester, die ihn bereits beim Debüt unterstützte.

## Besetzung
Während Gropper viele Instrumente auch selbst spielte, war auch seine Live-Band an den Aufnahmen beteiligt:
- Verena Gropper: Gesang, Violine
- Maximilian Schenkel: Gitarre
- Timo Kumpf: Bass, Gesang
- Paul Kenny: Schlagzeug
- Marcus Wuest: Schlagzeug

Zudem sind eine Reihe von Gastmusikern zu hören:
- Sebastian Benkler, Nina Haas, Maike Rosa Vogel, Jan-Ole Gerster, Mia Dickow: Gesang
- Teresa Freund: Violine
- Daniel Auder: Viola
- Carolin Wandel: Violoncello
- Christoph Moschberger: Trompete, Flügelhorn
- Christian Ehringer: Trompete, Flügelhorn
- Felix Fromm: Posaune
- Roland Vanaceck: Tuba, Susaphon
- Liz Riches: Erzählerin

## Titelliste
1. Nausea
2. Seneca’s Silence
3. We Are Free
4. Red Nose Day
5. 5 Steps/7 Swords
6. We Are Still...
7. A Voice in the Louvre
8. Werner Herzog Gets Shot
9. That Love
10. Aureate!
11. We Are Ghosts
12. A Burial at Sea
13. Angry Young Man
14. We are the Roman Empire

Die Limited Edition von Vexations enthält darüber hinaus eine zusätzliche CD Songs For/From Films, die hauptsächlich Cover sowie Titel enthält, die Gropper für diverse Filme schrieb.
1. Teenage FBI – 4:49  (B-Seite von Angry Young Man)
2. Busy Hope – 3:09 (Soundtrack zu Palermo Shooting)
3. La Chanson d’Hélène – 3:42  (im Original von Romy Schneider und Michel Piccoli)
4. The World Needs A New... – 4:14 (Soundtrack zu Contact High)
5. Harmour Love – 4:04 (Syreeta-Wright-Cover vom Soundtrack zu Junebug)
6. My Door – 3:33 (Soundtrack zu Der entsorgte Vater)
7. I’m Deranged – 3:58 (im Original von David Bowie und Brian Eno)
8. Good Friday – 4:43 (Soundtrack zu Palermo Shooting)

## Inhalt und Aufbau
Vexations beginnt mit Nausea (deutsch: ‚die Übelkeit‘) mit einem kurzen, von einer Frauenstimme gesprochenen Text, der einen „frühmorgendlichen Gang in den Wald“ beschreibt.
Das zweite Stück, Seneca’s Silence, basiert auf den Schriften des Philosophen und führt erstmals das Konzept des Stoizismus ein:

“Oh it touches, itches, bites and wastes the time,
 Trying not to be in love with what is mine.”

„Oh es berührt, juckt, beißt und ist Zeitverschwendung,
 zu versuchen, nicht zu lieben, was mir gehört.“

Der Titel 5 Steps / 7 Swords handelt vom Tod. Die Inspiration zu diesem Stück erfuhr Gropper durch die Schriften der Psychiaterin und Sterbeforscherin Elisabeth Kübler-Ross, die auch zitiert wird. Gropper stellt in dem Lied in Frage, wie wissenschaftlich ihre Sterbeforschung ist und vergleicht sie mit Lehrsätzen der katholischen Kirche.
In A Burial at Sea hingegen beschäftigt sich Gropper mit der Unsterblichkeit, die er der „Angst vor Bedeutungslosigkeit“ gegenüberstellt. Inspiriert ist das Lied von Melvilles Moby-Dick, in der der Kapitän seinen Kampf als entscheidend für das Schicksal der Welt erachtet. Laut Gropper bleibt „am Ende […] nichts übrig als ein Sargdeckel, und wenn die Geschichte nicht erzählt würde, wäre es völlig egal, ob der Wal da rumschwimmt.“
Das Stück Werner Herzog Gets Shot ist eine Hommage an den bayerischen Filmemacher Werner Herzog, der Gropper zufolge „einer der konsequentesten Künstler“ ist. Herzog widme sein Leben der Kunst und verfolge seine Visionen, für ihn gebe es „keine Ausreden“.
In We are Ghosts lässt Gropper die „Geister der Aufklärung“ erscheinen. Im Refrain heißt es:

“Boo hoo ooh, we are ghosts,
You, you are losing your religion
Boo hoo ooh, we are ghosts
We’re haunting Europe
and tomorrow the world”

„Buh huh uh, wir sind Gespenster
Du, du verlierst deinen Glauben
Buh huh uh, wir sind Gespenster
Wir suchen Europa heim
und morgen die Welt“

Die zweite Hälfte des Refrains ist eine Anspielung auf Karl Marx’ und Friedrich Engels’ Manifest der kommunistischen Partei, wo es heißt: „Ein Gespenst geht um in Europa – das Gespenst des Kommunismus.“ Das Lied endet mit dem wiederholten Chorgesang “And God is dead” (deutsch: „Und Gott ist tot“) und impliziert somit, dass die Aufklärung gesiegt hat. Gropper schrieb den Titel, nachdem er im Fernsehen Bilder des Weltjugendtags in Köln gesehen hatte, wo junge Menschen Papst Benedikt XVI. zujubelten. Gropper war nach eigener Aussage enttäuscht, dass etwa dessen homophobe Haltung so viel Zuspruch fand, obwohl die europäische Gesellschaft eigentlich schon viel fortschrittlicher sei.

## Rezeption
Vexations stieg direkt nach Erscheinen auf Platz 11 der deutschen Albumcharts, auch in Österreich und der Schweiz platzierte sich das Album.
Im Magazin Rolling Stone schrieb Torsten Gross, Konstantin Gropper sei ein „versierter Handwerker, großartiger Komponist und Arrangeuer“. In Bezug auf das Konzept des Albums stelle sich jedoch die Frage, weshalb er sich mit einem „derart eitlen bildungsbürgerlichen Entwurf“ belaste. Teilweise würden einfache „Poesie-Reime […] bedeutungsschwanger aufgeladen“, durch die musikalisch hervorragende Gestaltung des Albums falle dies jedoch kaum ins Gewicht.
Ähnlich kritisch wie Gross schrieb Jan Kedves in der spex:

„Konstantin Gropper alias Get Well Soon begeht den Fehler, die Idealspiellänge von Alben zu missachten. 14 Tracks, die hier zusammen eine Spieldauer von über einer Stunde ergeben – ein nachvollziehbarer Spannungsbogen will da nicht erkennbar werden. Man muss es wohl als Hinweis darauf werten, dass der Künstler zu verliebt ist in sein eigenes Schaffen. Auch von schwächeren Songs kann er sich nicht trennen. Dabei hilft in solchen Fällen noch immer die Devise: Kill your darlings.“

Der Chefredakteur der spex, Max Dax, fügte hinzu:

„Es ist vor allem Namedropping der schlimmsten Sorte. Gropper diktiert in jedes Mikrofon, dass sein Album ein »Konzeptalbum zum Thema Stoizismus« sei und mindestens die folgenden Bezüge aufweise: »Werner Herzog, Seneca, Georg Büchner, Homer, Peter Sloterdijk, Elisabeth Kübler-Ross, Sartre, die neuesten Erkenntnisse der Konfliktforschung, die Frage, ob Zorn ein menschlicher Grundzug ist, sowie die Angst eines jeden Künstlers vor der Irrelevanz (durch die Augen von Moby Dick betrachtet).«“